# Shane Cortese
Shane Cortese (Wellington, 13 agosto 1968) è un attore neozelandese.

## Biografia
Nasce nel 1968 a Wellington studia per diventare geometra e apre uno studio tutto suo nel 1993 successivamente oltre alla carriera di geometra affianca quella di attore dal 2003. È sposato Nerida Lister un ex modella nata nel 1971 anche lei di Wellington, la coppia ha due figli.

## Filmografia
- Inside in... , regia di Christian Sloane (2005)

### Televisione
- Shortland Street – serie TV, 9 episodi (2003) - Dominic Thompson
- Buryng Brian – serie TV, 6 episodi (2006) - Brian Welch
- Outrageous Fortune - Crimini di famiglia – serie TV, 11 episodi (2006-2010) - Hayden Peters
- The Almighty Johnsons – serie TV, 12 episodi (2011-2013) - Colin Gunderson
- Nothing Trivial – serie TV, 30 episodi (2011-2013) - Mac Delany
- Auckland Daze – serie TV, 4 episodi (2013-2014) - Shane